# Geografía de Serbia y Montenegro
Serbia y Montenegro era un país federal que se encontraba al sureste de Europa. Limitaba al norte con Hungría, al noreste con Rumania, al noroeste con Croacia, al este con Bulgaria, al oeste con Bosnia y Herzegovina y al sur con República de Macedonia (hoy, Macedonia del Norte) y Albania.
El país tenía una superficie de 102.350 kilómetros cuadrados, con 199 kilómetros de costa. El terreno de las dos repúblicas es extremadamente variado, con gran parte de Serbia que comprende llanuras y colinas bajas (excepto en la región más montañosa de Kosovo y Metojia) y gran parte de Montenegro que consiste en altas montañas. Serbia está completamente sin litoral, con la costa perteneciente a Montenegro. El clima es igualmente variado. El norte tiene un clima continental (inviernos fríos y veranos calurosos); la región central tiene una combinación de clima continental y mediterráneo; la región meridional tenía un clima adriático a lo largo de la costa, con regiones del interior experimentando veranos y otoños calurosos y secos e inviernos relativamente fríos con fuertes nevadas en el interior. 
Belgrado, con una población de 1.574.050 habitantes, era la ciudad más grande de las dos naciones y la única de tamaño significativo. Las otras ciudades principales del país fueron Novi Sad, Niš, Kragujevac, Podgorica, Subotica, Pristina y Prizren, cada una con poblaciones de entre 100.000 y 250.000 personas.